# Quercus engleriana
Quercus engleriana Seemen – gatunek roślin z rodziny bukowatych (Fagaceae Dumort.). Występuje naturalnie w Chinach – Fujian, Guangdong, Kuejczou, Henan, Hubei, Hunan, Jiangxi, Shaanxi, Syczuan, Junnan oraz Zhejiang a także w regionach autonomicznych Kuangsi i Tybetu. 

## Morfologia
PokrójZimozielone drzewo dorastające do 25 m wysokości.
LiścieBlaszka liściowa jest skórzasta i ma kształt od lancetowatego do owalnie eliptycznego. Mierzy 6–16 cm długości oraz 2,5–5,5 cm szerokości, jest całobrzega lub piłkowana przy wierzchołku, ma nasadę od zaokrąglonej do klinowej lub sercowatej i spiczasty wierzchołek. Ogonek liściowy jest omszony i ma 10–20 mm długości.
OwoceOrzechy zwane żołędziami o jajowatym kształcie, dorastają do 10–20 mm długości i 6–10 mm średnicy. Osadzone są pojedynczo w miseczkach w kształcie kubka, które mierzą 4–7 mm długości i 8–12 mm średnicy. Orzechy otulone są w miseczkach do 35–50% ich długości.

## Biologia i ekologia
Rośnie w lasach mieszanych. Występuje na wysokości od 700 do 2700 m n.p.m. Kwitnie od maja do czerwca, natomiast owoce dojrzewają w listopadzie.